# Figueira de Lorvão
Figueira de Lorvão é uma povoação portuguesa sede da Freguesia de Figueira de Lorvão do Município de Penacova, freguesia com 28,32 km² de área e 2370 habitantes (censo de 2021), tendo, por isso, uma densidade populacional de 83,7 hab./km².
Além da sede, fazem parte da freguesia os seguintes lugares: Agrelo, Alagoa, Casqueira, Gavinhos, Granja, Golpilhal, Mata do Maxial, Monte Redondo, Sernelha, Telhado, Póvoa de Figueira.

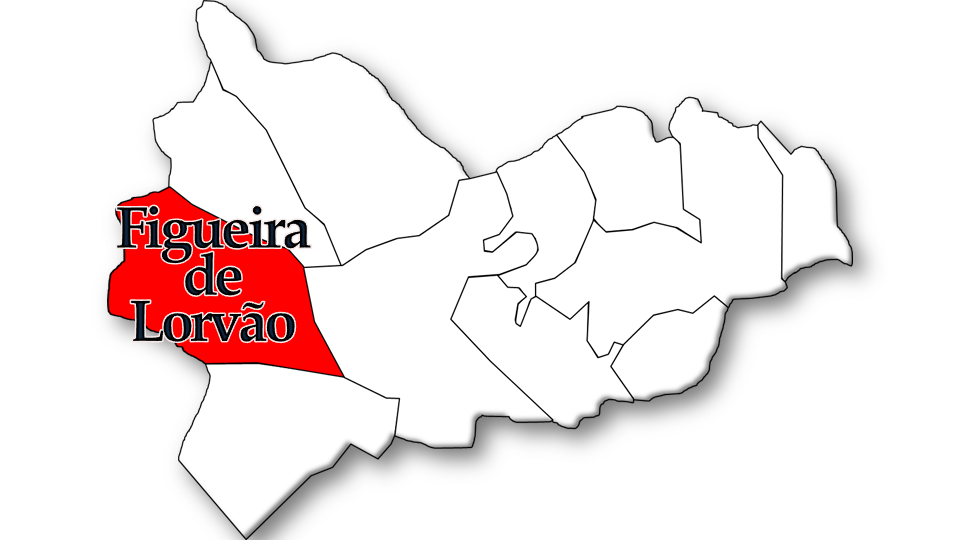
Localização da freguesia no Município de Penacova

## Demografia
A população registada nos censos foi:
| Distribuição da População por Grupos Etários | Distribuição da População por Grupos Etários | Distribuição da População por Grupos Etários | Distribuição da População por Grupos Etários | Distribuição da População por Grupos Etários |
| -------------------------------------------- | -------------------------------------------- | -------------------------------------------- | -------------------------------------------- | -------------------------------------------- |
| Ano                                          | 0-14 Anos                                    | 15-24 Anos                                   | 25-64 Anos                                   | > 65 Anos                                    |
| 2001                                         | 460                                          | 409                                          | 1499                                         | 472                                          |
| 2011                                         | 363                                          | 304                                          | 1495                                         | 575                                          |
| 2021                                         | 221                                          | 248                                          | 1230                                         | 671                                          |

## História
Começou por se chamar freguesia de São João Baptista, sendo atribuído aos frades de Lorvão a origem do nome da localidade, tendo a maior parte do seu território passado a fazer parte do Mosteiro de Lorvão através de doações de particulares, no ano 967.
Administrativamente, chegou a pertencer ao concelho de Coimbra, tendo passado, na primeira metade do século XIX, para o concelho de Penacova. A Igreja Paroquial de Figueira de Lorvão pertencia ao convento (em Lorvão), sendo que as monjas possuíam o privilégio de ali mandar administrar sacramentos sem licença do Bispo.
Pouco se sabe sobre o nascimento da povoação e quando foi elevada a sede de freguesia, não existindo documentos sobre o assunto.
Não se sabe muito acerca da sua história, mas podem encontrar-se vestígios bastante antigos como por exemplo a casa senhorial "Casa dos Cedros". Sabe-se que a zona foi ocupada por imigrantes da Galiza que trabalhavam na agricultura para o Mosteiro de Lorvão. Por esse facto, ainda hoje as pessoas dizem palavras com sotaque galego.
Existiam pessoas chamadas de recoveiras que aceitavam encomendas de bens que iam buscar à cidade de Coimbra. Existiu também um asilo, junto à Igreja, onde hoje é o centro da aldeia, que acolhia crianças pobres.
Nos últimos duzentos anos conheceu um grande progresso e é uma das poucas freguesias em que o número de habitantes tem crescido sempre, de forma regular. Em 1757 tinha 228 fogos e, por volta de 1870, esse número tinha subido para 400, chegando a 581, em 1950.
Também, na localidade de Mata do Maxial, segundo lendas, existiram Mouros e ainda há locais chamados de "Cova da Moura" , que segundo a lenda, teria um túnel secreto que ligaria a aldeia a Coimbra, também terrenos pertencentes a um Rei, que não se sabe qual exatamente, daí haver zonas como "Curral das Éguas" e "Chãs Del Rey", nomes esses de origem galega.  
Mata do Maxial com nomes como “Curral das Éguas e Chã d’El Rey” será que havia ali um “Paço Real”?  
A questão foi colocada nos anos cinquenta pelo Padre Manuel Marques, numa das suas crónicas no Notícias de Penacova. A ser verdade, terá existido “na zona conhecida por Paços de El-Rei que fica na linha Mata do Maxial - Monte Redondo, mesmo ao lado da antiga estrada que do Carvalhal, seguia para Lapa Ruiva, Coimbra e Souselas.”
Conta ele que ainda em rapaz subira “ao alto do cabeço” e qual não foi o seu “espanto” quando encontrou “na extensão de muitos metros quadrados, num local inteiramente rústico e ermo, por entre o mato, uma profusão enorme de cacos e telhas mouriscas partidas.” Fosse o que fosse “ali houvera em tempos idos casas ou quaisquer construções cobertas de telha”-pensou.
De salientar também que “a planura do monte é artificial, não é abaulado, mas perfeitamente nivelado, lembrando um terreno páteo bastante amplo e o xisto à vista sem terra alguma a cobri-lo.”
“Mais tarde – conta Manuel Marques - vim a saber que se chamava Chafariz a uma localidade contígua aos Paços de El-Rei e que para o lado oposto, na vertente voltada para o referido lugar da Mata do Maxial, se denominava Curral das Éguas.”
Foi então que lhe veio veio à mente a ideia de que seria algo mais: “No cimo daquele monte com despenhadeiro para nascente e sul – topografia escolhida pelos castelos medievais – era possível que ali tivesse construído uma Pousada algum dos Reis de Portugal.”
Tratar-se ia dos Paços de El- Rei? Para Manuel do Freixo (pseudónimo com que assinava a crónica Casos & Coisas) as dúvidas acabaram quando, certo dia leu “o treslado do Foral que demarcava o Couto de Monte Redondo, do tempo de El Rei D. Manuel, salvo erro.” O original está na Torre do Tombo no chamado Livro dos Pregos. É que – recorda - “lá se dizia que a linha demarcatória das terras do referido Couto, saindo do marco de Agrelo para a crasta de Botão passava junto dos Paços que tem El-Rei ao lado de Monte Redondo”.

## Economia
A agricultura familiar é uma das principais fontes de rendimento da população, com destaque para a cultura da vinha e da oliveira. A floresta, com destaque para o pinheiro bravo, o eucalipto e a acácia, representa também um importante recurso económico. A pecuária, ao nível da produção caseira, é ainda um complemento para os agregados familiares.
No setor secundário predominam as pequenas empresas de construção e obras públicas, dando emprego a uma percentagem importante da população.
O setor terciário caracteriza-se essencialmente pelos serviços, existindo algum comércio.
A proximidade à sede de concelho, Penacova, e à cidade de Coimbra, permite que muitas pessoas aí trabalhem nas mais diversas áreas, o que é facilitado pelas boas vias de comunicação.

## Caracterização Física
Figueira de Lorvão situa-se a apenas 5 km de Penacova, sede de concelho. É delimitada a Norte pela freguesia de Sazes do Lorvão, a Sul por Lorvão, a Este por Penacova, a Oeste por Souselas e Botão e a Sudoeste por Brasfemes.
Possui paisagens bastante bonitas, com montanhas de altitude média, sendo de destacar a existência de vários locais acolhedores, onde se podem apreciar as paisagens.

## Património e Serviços
Em termos de património, na freguesia de Figueira de Lorvão existe:
- Igreja Matriz de Figueira de Lorvão
- Estátua do Imaculado Coração de Maria (na Serra de Gavinhos)
- Núcleo de moinhos de vento de Gavinhos (um dos quais ainda em funcionamento)
- Ruínas de alguns fornos de Cal (na zona de Sernelha)
- Parque de merendas (na Serra de Gavinhos)
- Azenhas "Moinhos de água" (Carvalhal da Mata do Maxial)

Existem também vários serviços, com destaque para a escola EB1 de Figueira de Lorvão e a Extensão de Saúde.

## Moinhos de Gavinhos
São um dos ex-libris de Figueira de Lorvão e motivo de orgulho das gentes desta terra. No local, pode apreciar-se uma lindíssima paisagem para a Serra do Buçaco (a norte) e para a Serra da Aveleira (a Sudoeste). O complexo contém 14 moinhos de vento, dos quais 3 estão em condições de funcionamento, mas apenas um é realmente utilizado pelo único moleiro ainda em actividade.
Os moinhos de vento fazem parte da cultura do concelho de Penacova. Há muitos anos representavam uma importante fonte de riqueza e subsistência da população.
Perto do local existe também um pequeno campo de futebol, mesas de piquenique, uma torneira, grelhadores, um bar aberto apenas aos fins de semana e um parque infantil.
Deste complexo avista-se ainda outro complexo de moinhos, na Portela de Oliveira (já na Serra do Buçaco).

## Coletividades e Instituições
A freguesia tem um forte espírito associativo, atestado pela existência de várias associações. Destacam-se as seguintes:
- APPACDM (Associação Portuguesa de Pais e Amigos do Cidadão Deficiente Mental)
- Centro de Bem Estar Social da Freguesia de Figueira de Lorvão
- Associação de Agricultores e Filantrópica do Lugar de Figueira de Lorvão
- Corpo Nacional de Escutas / Agrupamento 1316 - Figueira de Lorvão
- Grupo Folclórico Danças e Cantares de Agrêlo
- União FC
- Associação de Agricultores e Melhoramentos de Gavinhos
- Centro Popular de Trabalhadores de Sernelha
- Centro Social e Cultural da Granja
- Grupo Desportivo Cultural e Recreativo de Telhado
- Grupo “ Mensageiros da Alegria”
- Juventude Desportiva de Monte Redondo[6]
- Associação de Moradores da Mata do Maxial